# Arcibiskupský palác v Alcalá de Henares
Arcibiskupský palác v Alcalá de Henares (španělsky: Palacio Arzobispal de Alcalá de Henares) je palác nacházející se v Alcalá de Henares v Madridském společenství ve Španělsku. V současnosti slouží jako sídlo diecéze Alcalá de Henares. Nachází se na náměstí Plaza del Palacio a je součástí monumentálního komplexu, který byl prohlášen za světové dědictví UNESCO.
Komplex budov pochází z roku 1209. Dvě třetiny byly zničeny při požáru v roce 1939 během španělské občanské války. Dochovaná část budovy je to, co zůstalo neporušené po požáru v roce 1939, přičemž poškozené části nebyly obnoveny.
V tomto paláci pobývali různí kastilští panovníci, konaly se zde synody a koncily. Narodila se zde nejmladší dcera Katolických Veličenstev a budoucí anglická královna Kateřina Aragonská a také Ferdinand I., císař Svaté říše římské, syn Jany Šílené. Kromě toho je palác známý jako místo prvního setkání Katolických Veličenstev s Kryštofem Kolumbem.

## Historie

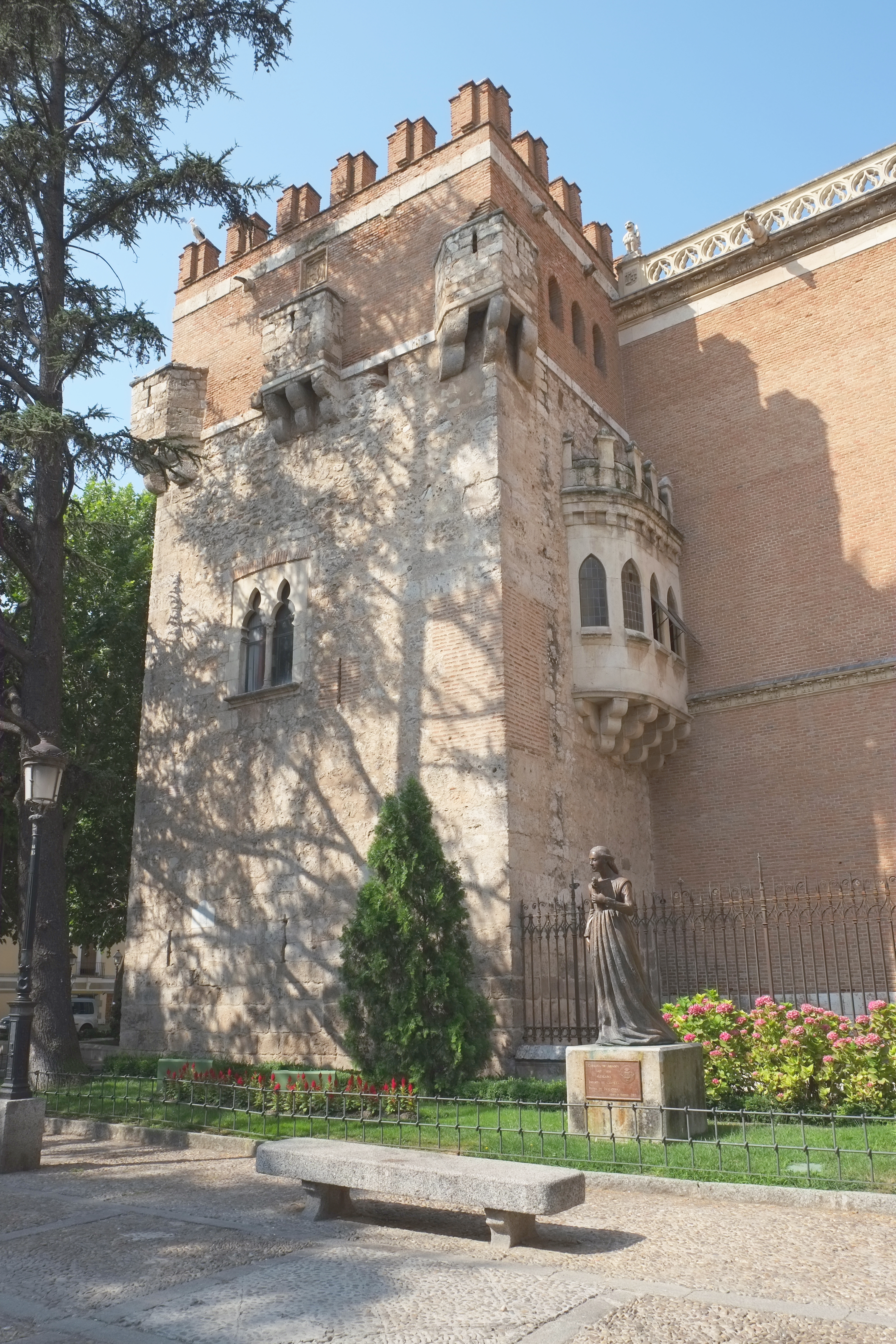
Tenoriova věž

Původně šlo o mudéjarskou pevnost, kterou v roce 1209 nechal postavit arcibiskup Rodrigo Ximénez de Rada (1209–1247) jako dočasné sídlo toledských arcibiskupů (Alcalá tehdy spadala pod tuto arcidiecézi), a odtud pochází i její název. Palác byl několikrát zasažen požáry i jiným ničením a až do současnosti byl mnohokrát přestavován.
V Arcibiskupském paláci se v roce 1348 konaly Kortesy a byl zde vyhlášen Ordenamiento de Alcalá, zákoník, který sjednotil systém spravedlnosti pro všechny země tvořící Kastilskou korunu.
V roce 1308 se zde setkali král Ferdinand IV. Kastilský a Jakub II. Aragonský, aby uzavřeli a podepsali smlouvu z Alcalá de Henares, kterou si rozdělili území dobytá od andaluských taifských království během reconquisty.
Ve 14. století arcibiskup Pedro Tenorio (1377–1399) budovu přestavěl a opevnil. Vybudoval rozsáhlé nádvoří o rozloze více než 2 hektary, obehnané hradbami s 21 věžemi – všechny byly obdélníkové, kromě věže albarrana, která měla pětiúhelníkový půdorys. Dodnes se dochovalo 16 věží, z nichž nejvýznamnější je Tenoriova věž, pojmenovaná na počest arcibiskupa.
V 15. století arcibiskup Juan Martínez Contreras (1423–1434) postavil východní křídlo s velkými gotickými okny, předsálím a Sálem koncilů. Tyto místnosti byly propojeny velkým obloukem ve tvaru špičaté podkovy a zdobeny impozantním goticko-mudéjarským kazetovým stropem.
Dne 20. ledna 1486 se zde konalo první setkání královny Isabely I. Kastilské s Kryštofem Kolumbem, během něhož jednal o financování své cesty do Indie.
V roce 1524 pověřil arcibiskup Alonso de Fonseca y Ulloa (1523–1534) architekta Alonsa de Covarrubia výstavbou západního křídla s nádvořími a velkolepým schodištěm. Jeho nástupce, kardinál Juan Pardo de Tavera (1534–1545), stavební práce dokončil.
Palác dlouhou dobu sloužil jako archiv toledské diecéze. Později byly jeho prostory využívány pro uchovávání notářských dokumentů a soudních záznamů. V letech 1858 až 1939 zde sídlil Ústřední generální archiv Alcalá de Henares.
Vzhledem k přeplnění Archivu Simancas a jeho vzdálenosti od Madridu bylo rozhodnuto o vytvoření Ústředního generálního archivu právě zde, v Arcibiskupském paláci, poté co jej pro tento účel přenechal státu arcibiskup Cirilo de Alameda y Brea (1857–1872). Archiv uchovával dokumenty zrušených ministerstev a institucí po reformě v roce 1834 a po uplynutí stanovených lhůt je předával Národnímu historickému archivu. Dne 12. srpna 1939 archiv zničil požár. Jeho nástupcem se v roce 1969 stal Generální archiv správy (AGA), rovněž v Alcalá de Henares.
Od roku 1991 je palác sídlem biskupství Alcalá de Henares a rezidencí biskupa.

### Katastrofální požár roku 1939

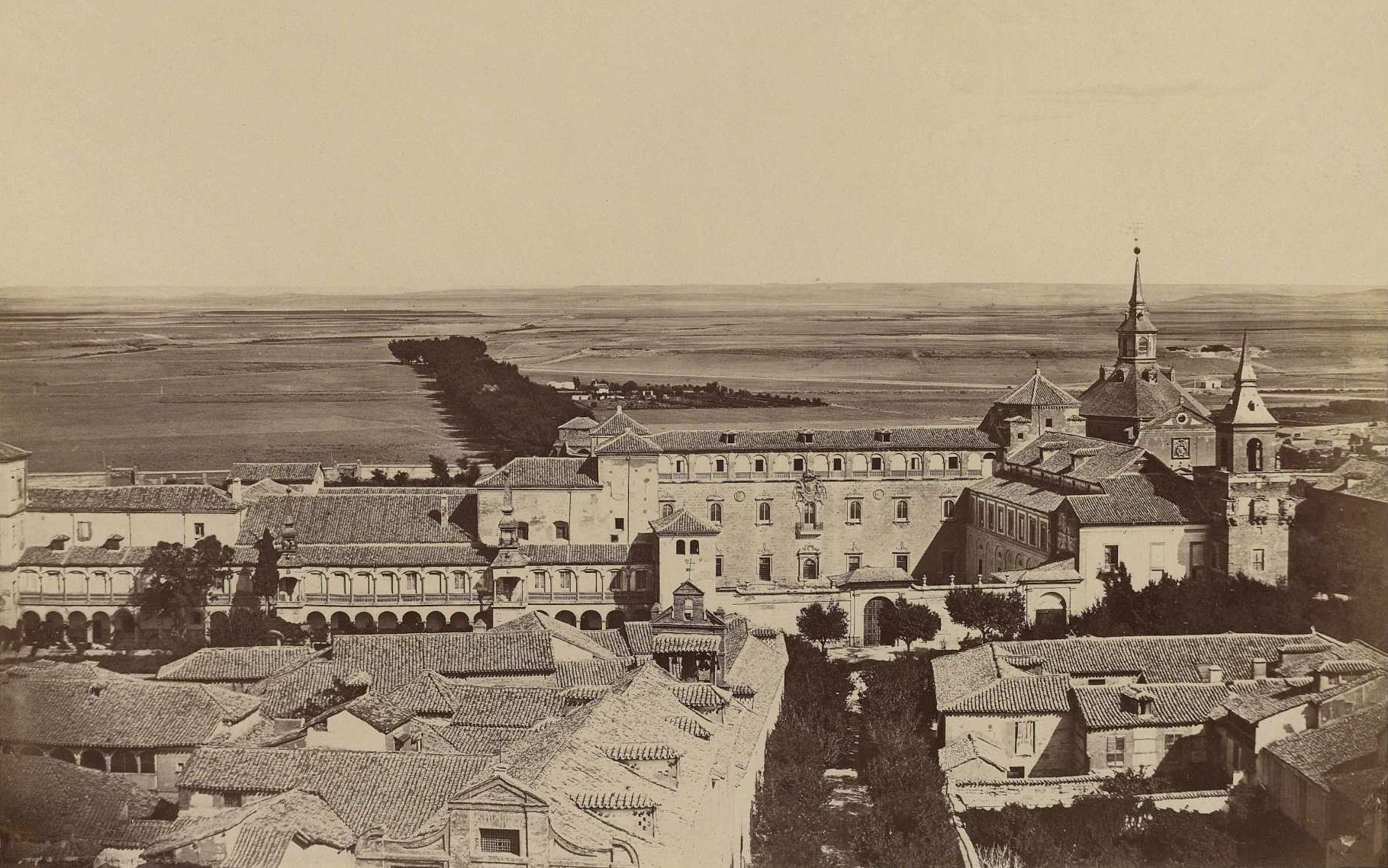
Na počátku 20. století bylo možné vidět Arcibiskupský palác v jeho plné podobě, než jej v roce 1939 postihl ničivý požár

Během i po španělské občanské válce sloužil palác jako kasárna pro tanky a sklad munice. Kvůli nedbalosti při skladování hořlavých materiálů zde vypukl mohutný požár, který zničil velkou část budov i archiválií shromažďovaných po tři staletí.
Mezi umělecké poklady, které byly při požáru ztraceny, patřily:
- mudéjarský kazetový strop v Sále koncilů,
- monumentální schodiště od Covarrubia,
- Fonsecovo nádvoří,
- nádvoří Hallelujah,
- fasáda nádvoří Ave Maria,
- obrazy
- první archeologické muzeum města.

## Budova

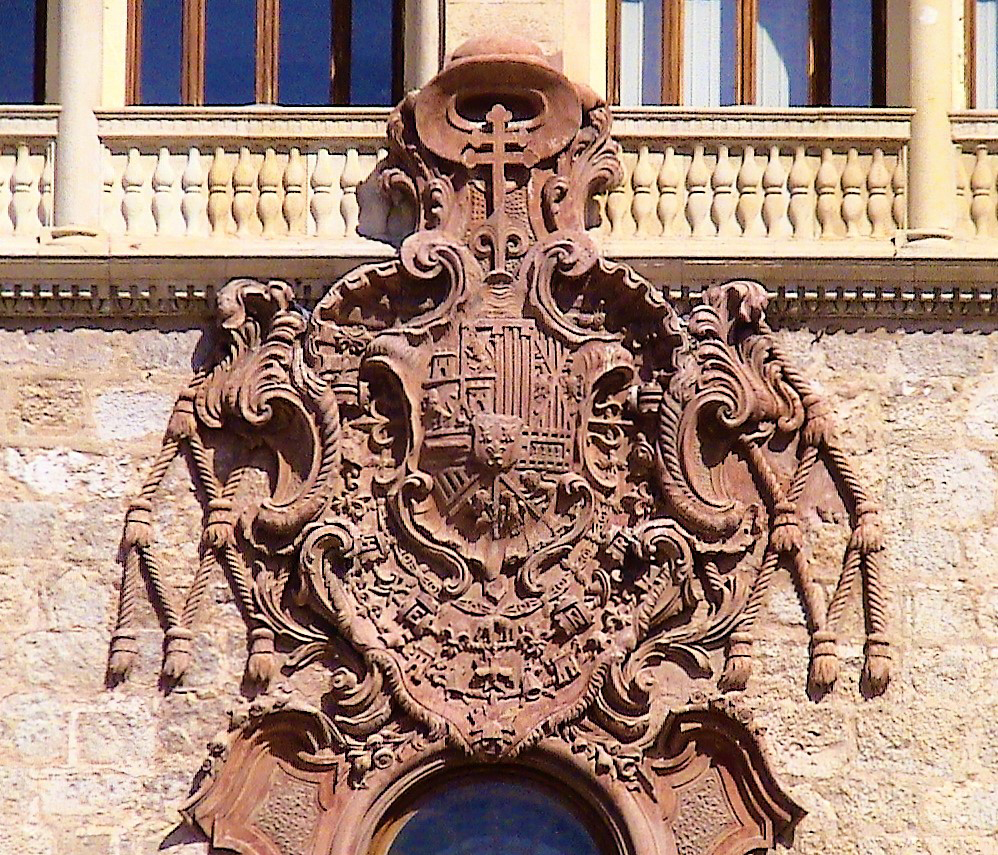
Na hlavním průčelí Arcibiskupského paláce v Alcalá de Henares se nachází erb infanta Ludvíka Antonína jako toledského kardinála

Budova prošla četnými stavebními úpravami a rekonstrukcemi, přičemž zvláště ničivý byl požár z 11. srpna 1939, který zničil dvě třetiny její struktury. Mezi ztracené části patří:
- Tři nádvoří: „Fonseca“ (nebo „Covarrubias“), „Hallelujah“ a „Malá zahrada“ (nebo „Fontánová zahrada“),
- Schodiště cti,
- Fasáda Ave Maria, která byla v herreriánském stylu,
- Vikářova zahrada.

Nezbytná rehabilitace méně poškozených částí byla dokončena v roce 1996.
V současnosti má palác 16 věží, přičemž nejvýznamnější je Tenoriova věž. Hlavní renesanční průčelí se nachází za přehlídkovým nádvořím. Je rozděleno na dvě části: spodní část je z kvádrového kamene a horní část obsahuje dvě patra platereskních oken, která spojuje horní galerie s arkádami. Nad centrálním oknem se nachází barokní terakotový erb, který nahradil původní císařský znak Karla V., císaře Svaté říše římské. Tento znak patří kardinálovi-infantovi Ludvíku Antonínu Bourbonskému, synovi Filipa V., prvního bourbonského krále Španělska, který nahradil Habsburky. Jižní část nádvoří je uzavřena litinovou mříží, která byla vyrobena v Belgii v 19. století.
Ve východním křídle, kde se dříve nacházel Sál koncilů, proběhla v 19. století rozsáhlá rekonstrukce exteriéru i interiéru pod vedením Juana José Urquija a Manuela Lareda v novomudéjarském stylu. V roce 1997 byla otevřena zrekonstruovaná novogotická kaple, která nahradila zaniklý Sál koncilů. V přízemí byla vybudována moderní aula, která nahrazuje někdejší Sál královny Isabely.

### Chybějící prvky

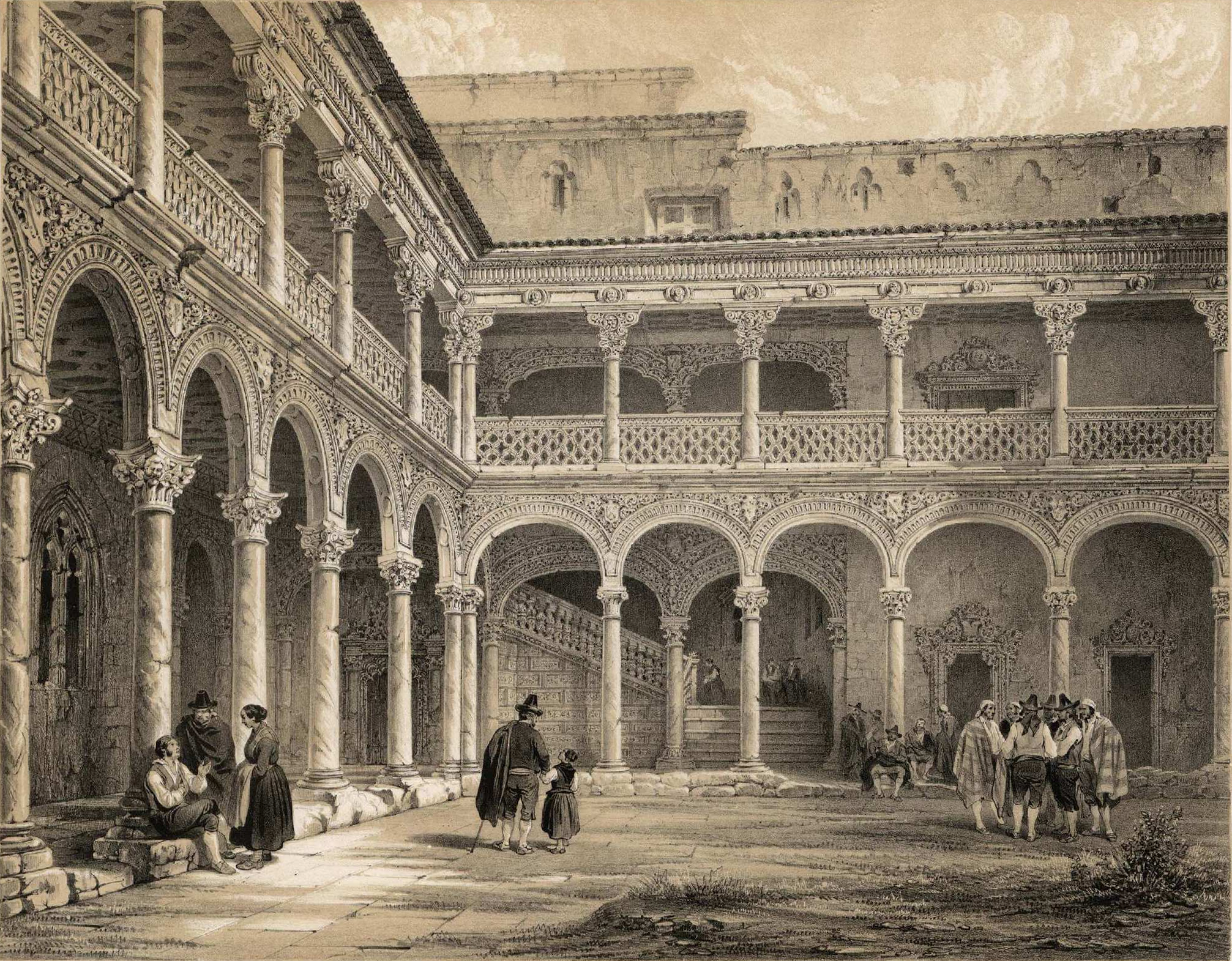
Nádvoří paláce
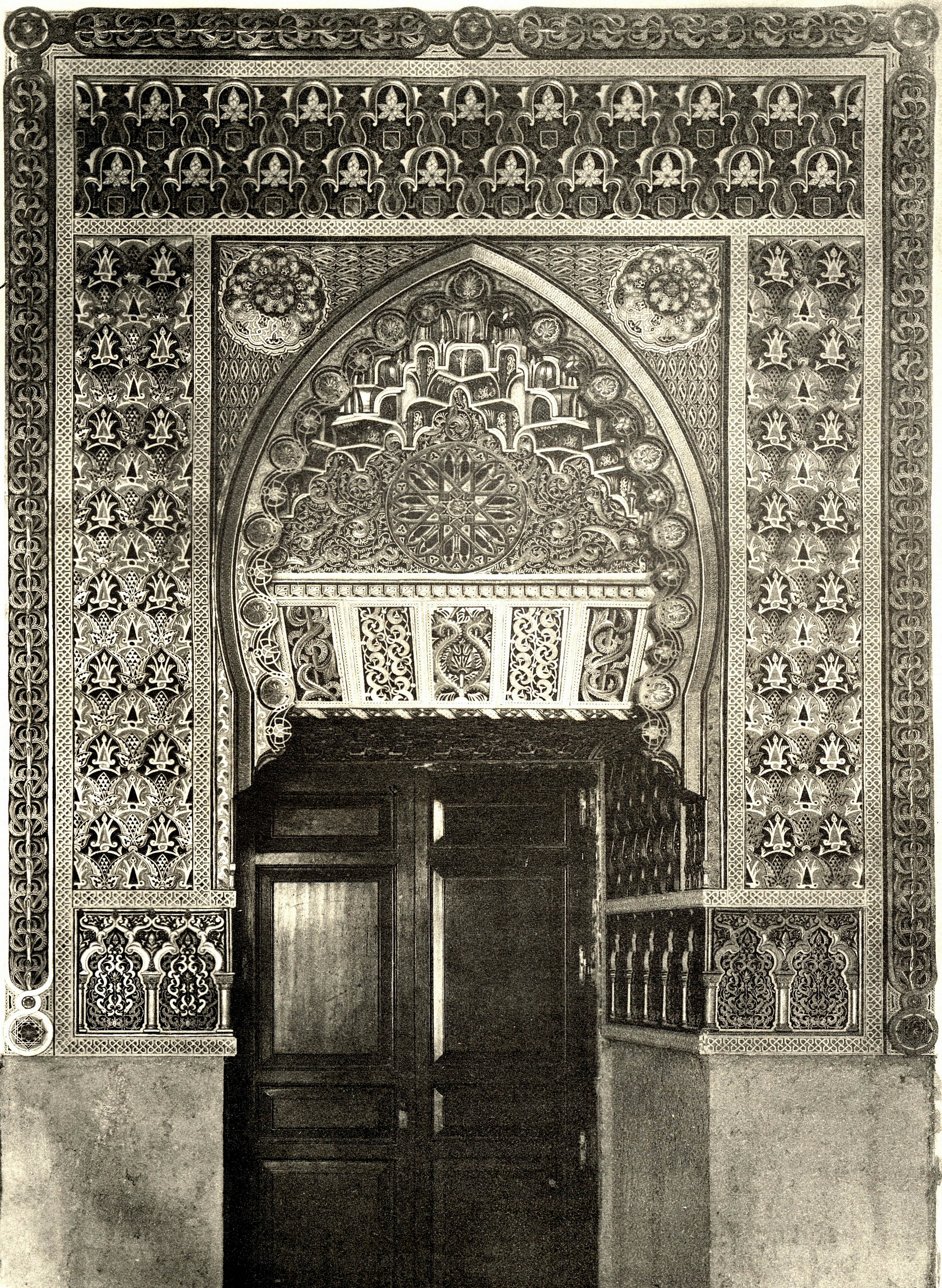
Dveře předsálí Sálu koncilů
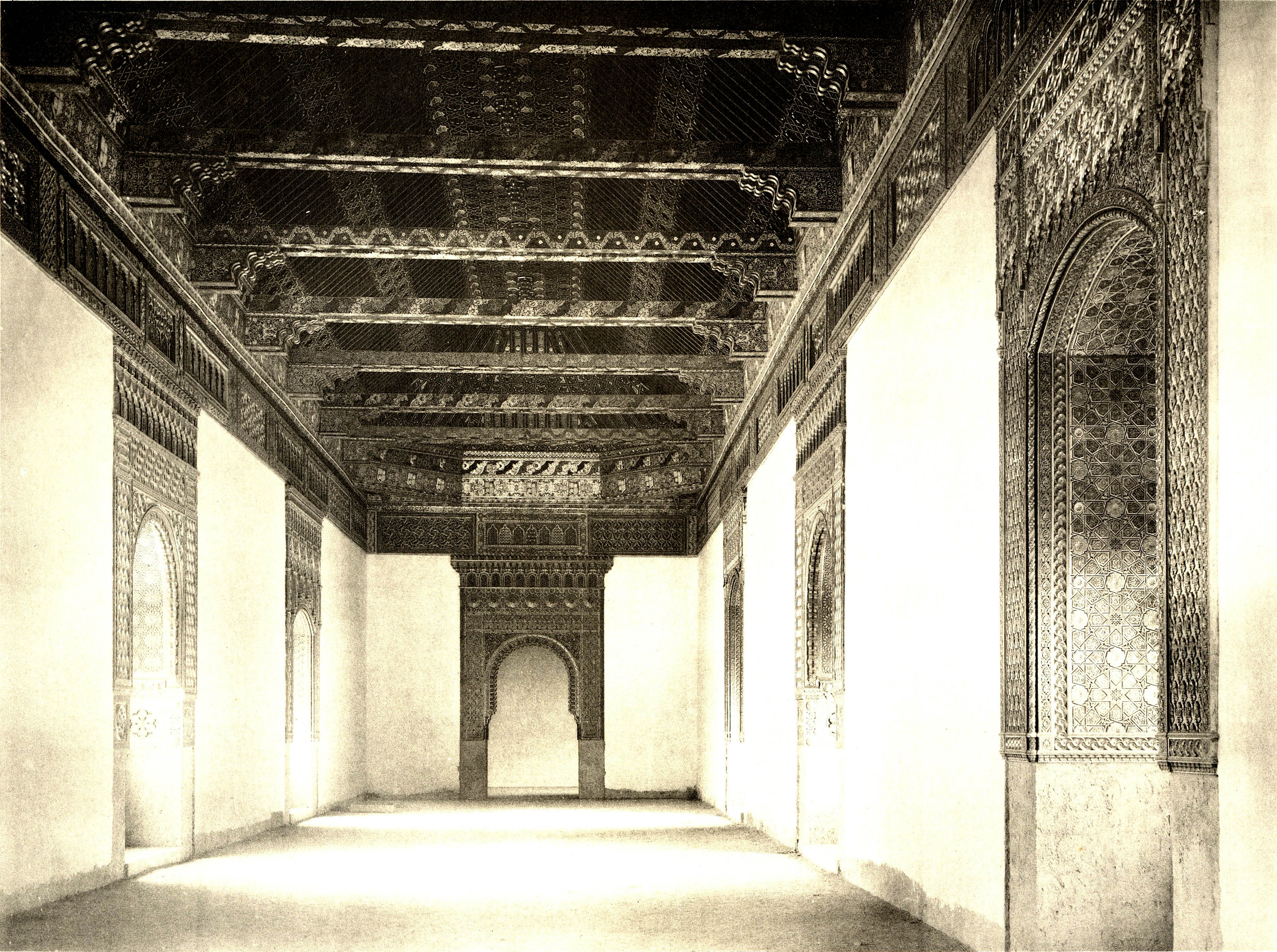
Sál koncilů
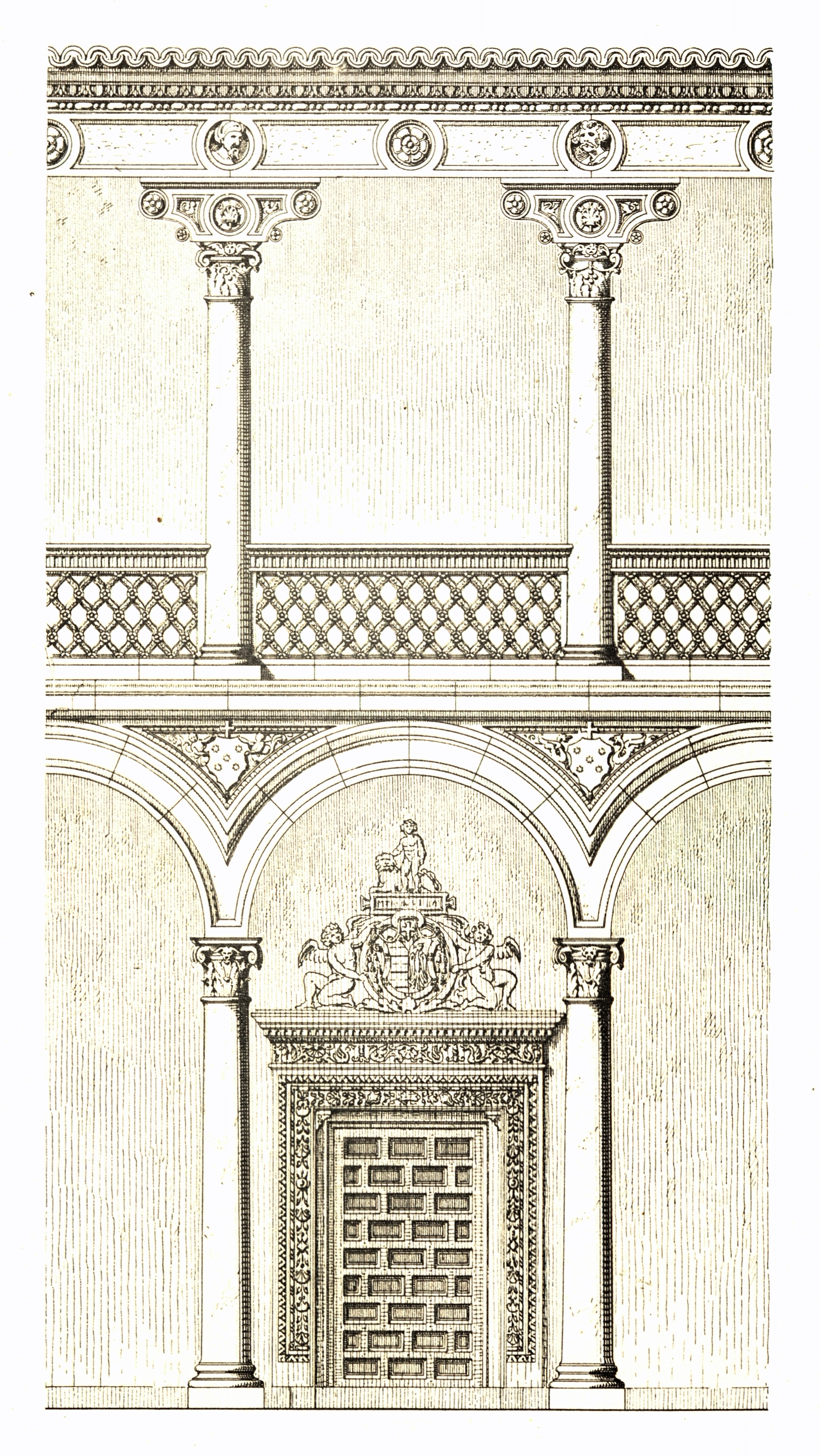
Fonsecovo nádvoří
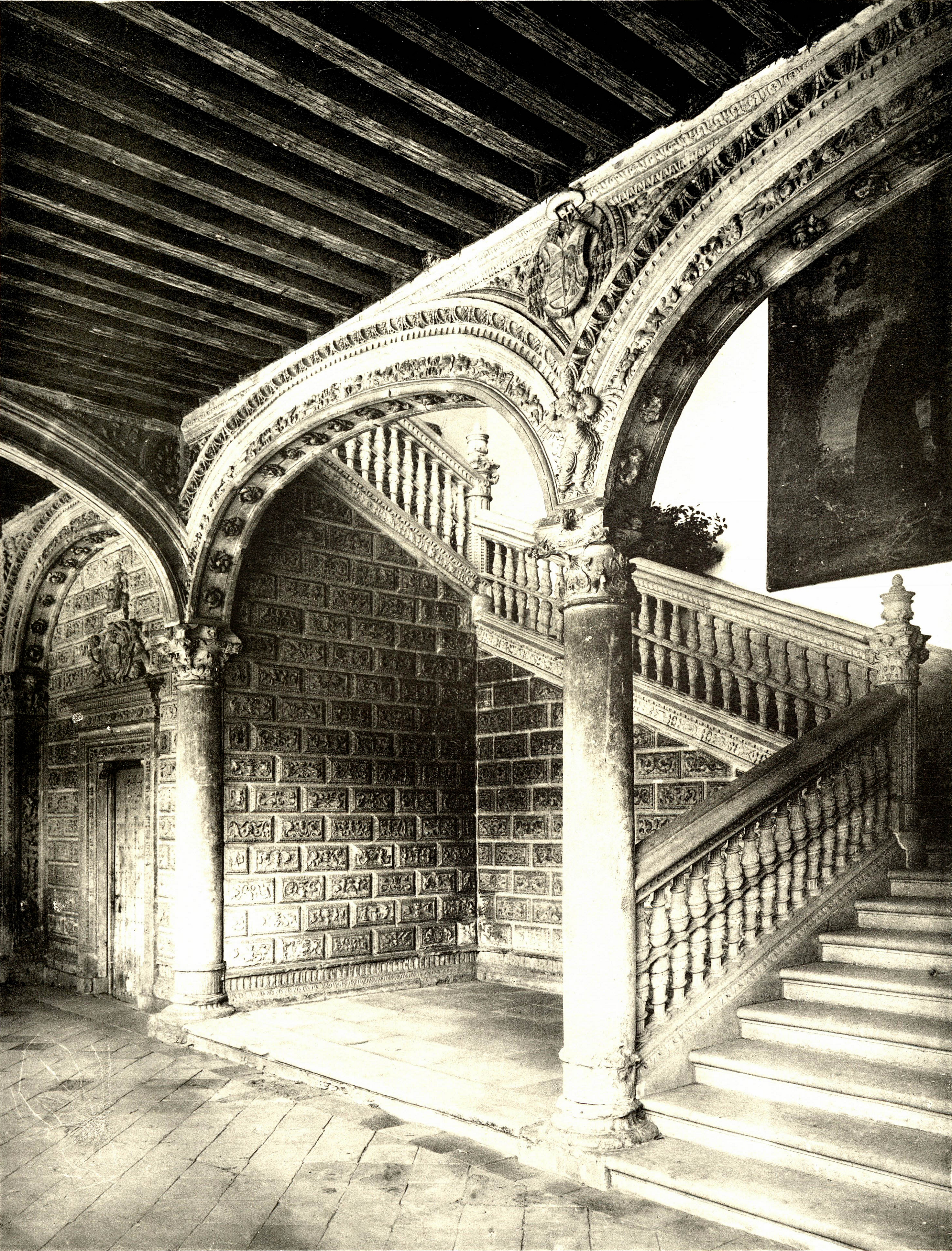
Covarrubiasovo schodiště
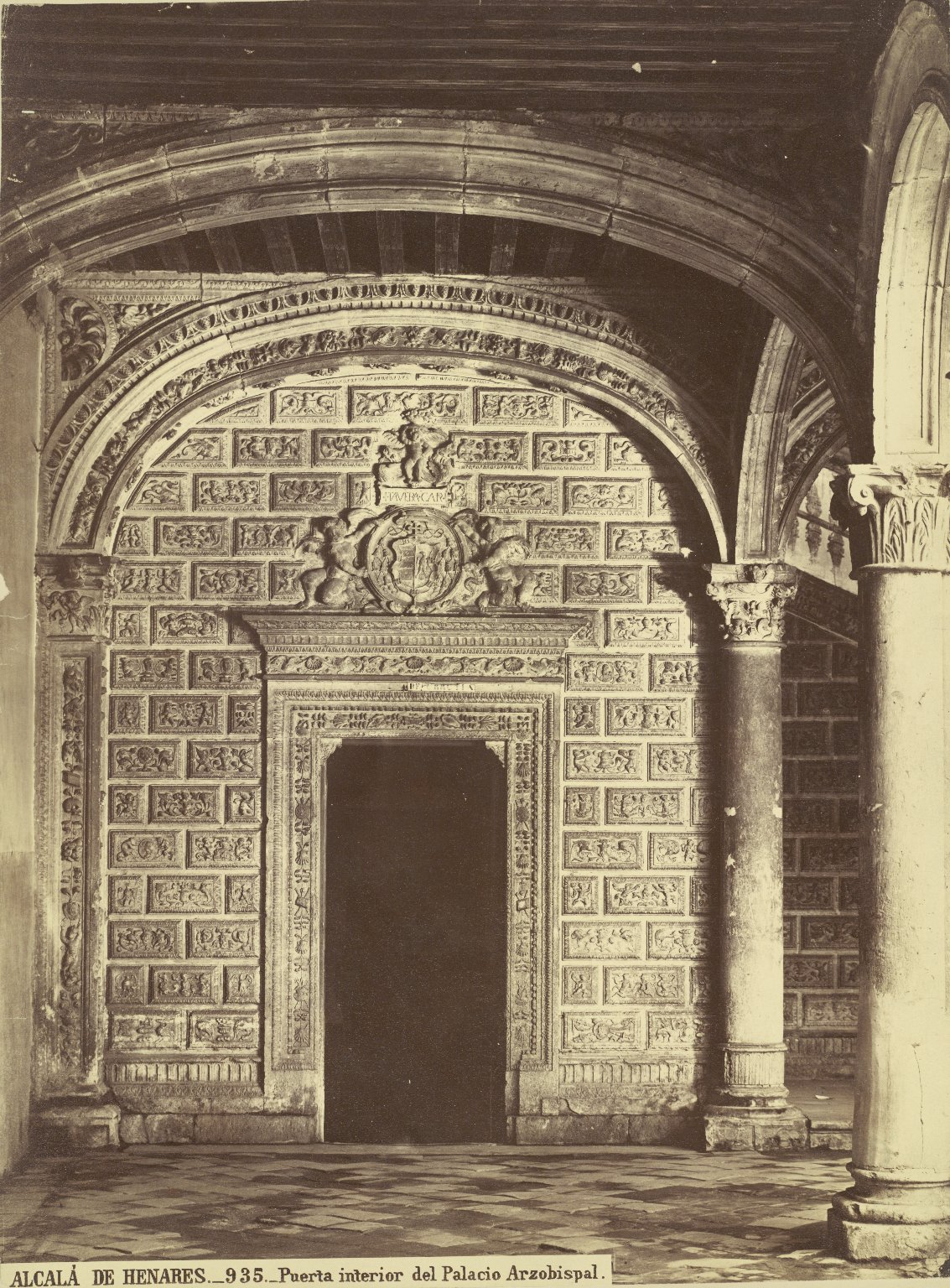
Vnitřní dveře se znakem kardinála Tavery
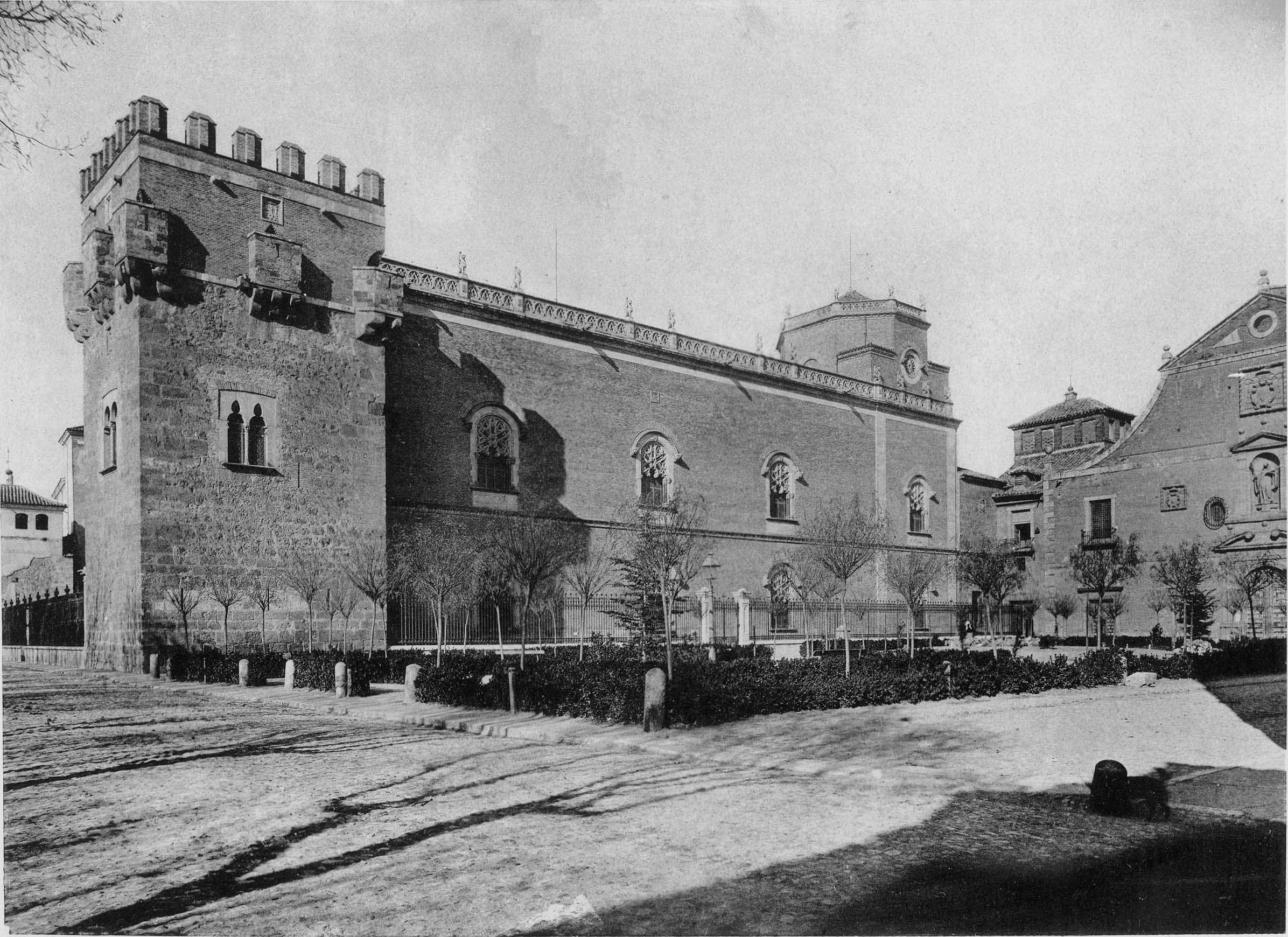
Arcibiskupský palác po požáru

## Muzeum Antiquarium
Návštěvníci mohou vstoupit do Antiquaria skrze Věž XIV, kde si mohou prohlédnout některé z dochovaných prvků paláce. Částečně byly rekonstruovány:
- Galerie Ave Maria,
- Velké Fonsecovo nádvoří,
- Covarrubiasovo schodiště.

Po celá desetiletí se v Alcalá de Henares konalo venkovní představení hry „Don Juan Tenorio“ od José Zorrilly, které se odehrávalo v okolí různých památek. Arcibiskupský palác byl jedním z klíčových míst a v některých letech se zde inscenace odehrávala výhradně.
Antiquarium je venkovní muzeum, které se nachází uvnitř opevněného areálu a je přístupné skrze čtrnáctou věž.

## Toponymie
Arcibiskupský palác získal svůj název podle toho, že Alcalá de Henares po osm set let spadala pod jurisdikci toledských arcibiskupů, kteří byli zároveň primasové – tedy nejvyšší církevní hodnostáři celého Španělska – a v tomto paláci měli své rezidenční sídlo.
Díky tomu bylo Alcalá de Henares vždy centrem náboženské moci, která byla po celá staletí úzce spojena s politickou mocí.

## Historické osobnosti

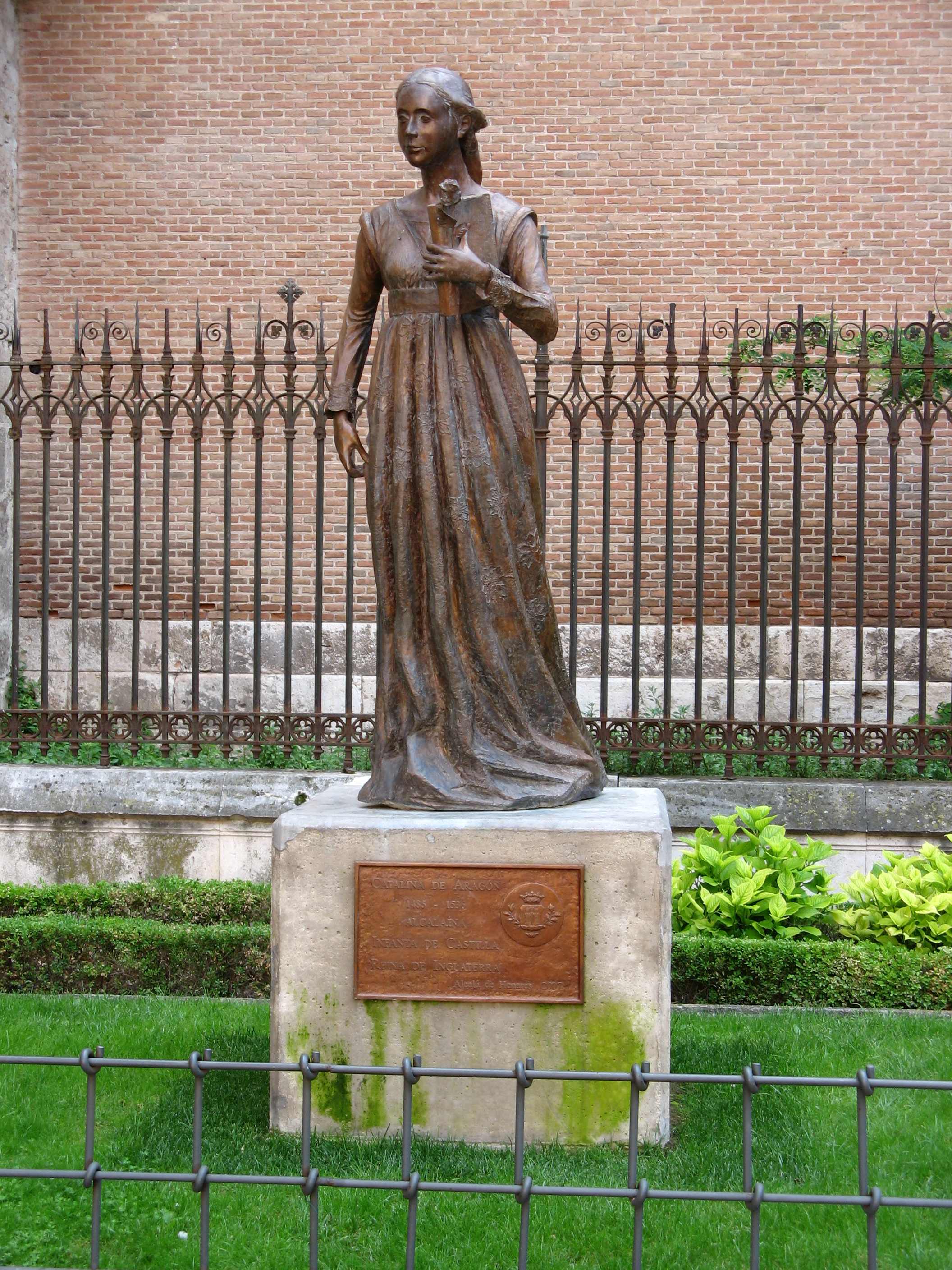
Socha Kateřiny Aragonské pod Tenoriovou věží

### Panovníci narození, žijící a zemřelí v Arcibiskupském paláci
V Arcibiskupském paláci žila a zemřela řada významných osobností dvora. Patří mezi ně například kastilský král Jan I., který zde v roce 1390 zemřel poté, co spadl z koně poblíž paláce.
Palác sloužil jako dočasné sídlo pro různé panovníky, včetně Katolických Veličenstev. Právě zde se narodila jejich dcera Kateřina Aragonská, která se později stala královnou Anglie jako manželka Jindřicha VIII.
V tomto paláci se také narodil Ferdinand I. Habsburský, syn Jany Šílené, který se stal císařem Svaté říše římské po svém bratrovi Karlovi V. (králi Karlovi I. Španělském).

### Osobnosti, které zemřely v Arcibiskupském paláci
- Jimeno Martínez de Luna († 1338): arcibiskup
- Sancho de Rojas (1372–1422): arcibiskup a voják
- Juan Martínez de Contreras († 1434): arcibiskup a právník
- Alfonso Carrillo de Acuña (1410–1482): arcibiskup
- Alonso III. Fonseca (1475–1534): arcibiskup
- García Loaysa y Girón (1534–1599): arcibiskup a spisovatel[16]

## V audiovizuálních médiích
V prostorách paláce bylo částečně nebo zcela natočeno několik filmových a dokumentárních produkcí:

### Filmy
- 1918: Los intereses creados – Jacinto Benavente a Ricardo Puga[19]
- 1928: El guerrillero – José Buchs[20]
- 1931: Isabel de Solís, reina de Granada – José Buchs[21]
- 1934: El agua en el suelo – Eusebio Fernández Ardavín[22]
- 1943: El escándalo – José Luis Sáenz de Heredia[23]
- 1960: La rana verde – José María Forn[24]
- 1967: Sor Citroen – Pedro Lazaga[25]
- 1972: Carta de amor de un asesino – Francisco Regueiro[26]
- 1972: ¡Qué nos importa la revolución! – Sergio Corbucci[27]
- 1973: Lo verde empieza en los Pirineos – Vicente Escrivá[28]
- 1974: Una pareja... distinta – José María Forqué[29]
- 1977: Paraíso – Miguel Luxemburgo (José Miguel Ganga)
- 1986: Dragón Rapide – Jaime Camino[30]

### Dokumenty
- 1935: Alcalá de Henares – Daniel Jorro
- 1943: Alcalá de Henares – Francisco Mora
- 1946: Alcalá, la cervantina – Juan A. Durán
- 1946: Compluto Alcalá de Henares – Luis Meléndez Galán
- 1970: Alcalá de Cervantes – Raúl Peña Nalda[31]
- 1971: Ruta colombina – Augusto Fenollar[32]
- 1992: Sueños de fortuna – Pedro Martínez Oses
- 2013: El Palacio de los Arzobispos de Toledo en Alcalá de Henares – Gustavo Chamorro Merino a Ángel Pérez López